# Coregonus alpenae
Coregonus alepnae is een uitgestorven soort houting (of marene) die voorkwam op grote diepten (100 m) in de Grote Meren zoals het Huronmeer, Michiganmeer en het  Eriemeer. De naam is ontleend aan de plaats Alpena in Michigan. 

## Beschrijving
Deze houting is was gemiddeld 28 cm lang. Het grootste (in 1932) gemeten en gewogen exemplaar was 54,6 cm en woog 1,8 kg. In het Duits heet deze vis langkaakhouting, hij had een opvallende onderkaak die langer was dan de bovenkaak.
Houtingen zijn onderling echter lastig te onderscheiden. Er zijn onderzoekers die deze soort niet als zelfstandige soort beschouwen, maar als ondersoort van Coregonus zenithicus.

## Relatie tot de mens
De oorzaken van het uitsterven zijn meervoudig. Genoemd wordt zowel watervervuiling in de Grote Meren als de introductie van de zeeprik. In de jaren 1930 bestond er nog een aanzienlijke visserij op deze houting. In de jaren 1950 stierf de vis al uit in het Eriemeer. In 1961 volgde het Michiganmeer, de visserij hield in 1967 op en het laatste exemplaar werd in 1975 in het Huronmeer waargenomen.